# St. Jakobus (Großlangheim)

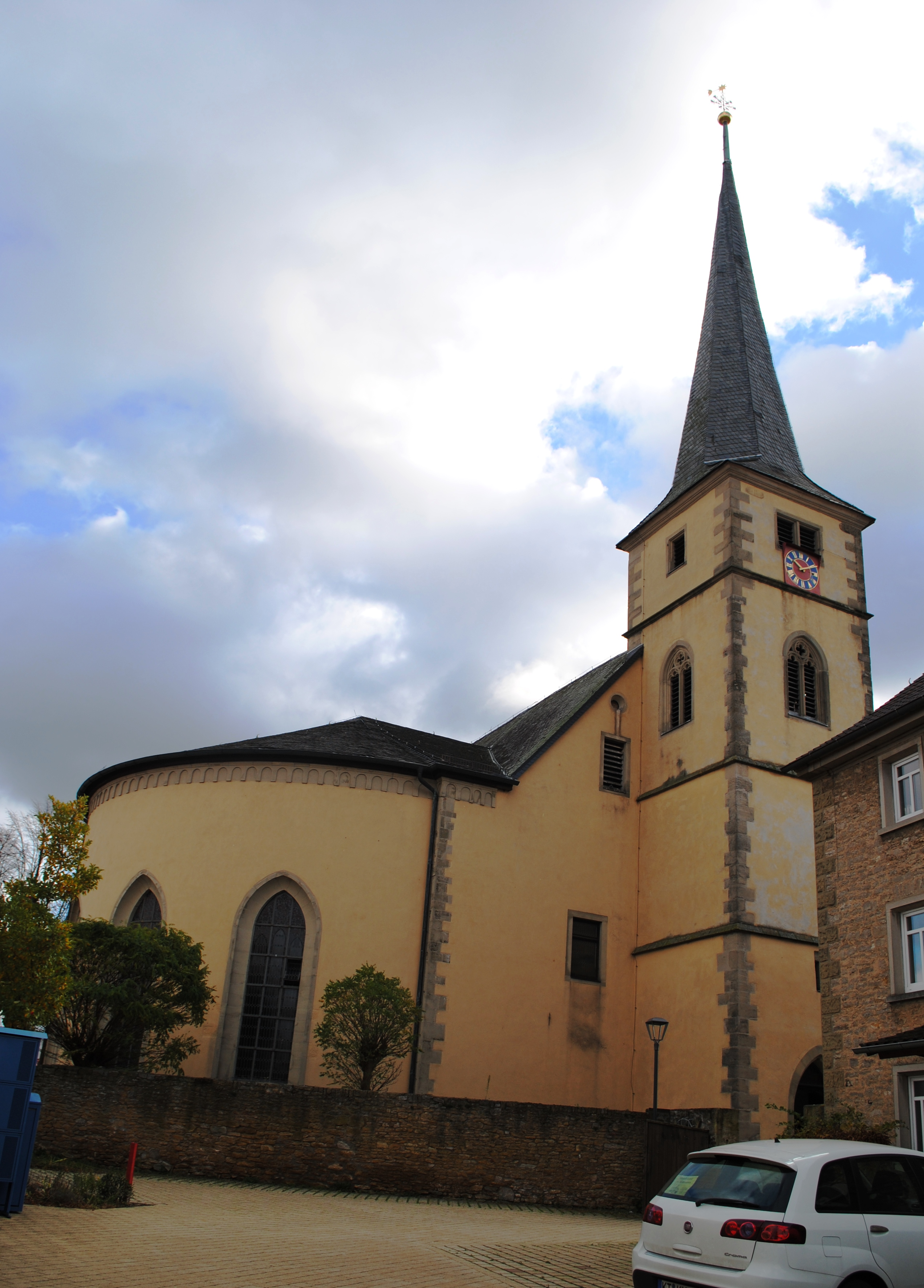
Die Kirche in Großlangheim

Die Kirche St. Jakobus in Großlangheim ist die Pfarrkirche des unterfränkischen Ortes. Sie wird auch St.-Jakobus-Maior oder Kirche St. Jakobus der Ältere genannt und befindet sich an der Kirchgasse inmitten des Dorfes.

## Geschichte
Die Geschichte der Großlangheimer Kirche ist eng mit der Dorfherrschaft der Grafen zu Castell verbunden. Sie förderten früh das Dorf mit seiner frühchristlichen Taufkirche. Im 14. Jahrhundert stifteten sie ein neues gotisches Gebäude im Norden ihres Schlosses. Es war dem heiligen Antonius geweiht und existiert noch als Antoniuskapelle. Im 16. Jahrhundert erhielt das Hochstift Würzburg die Dorfherrschaft und die Kirche wurde im Stile der Echtergotik erneuert. Weitere umfassende Renovierungen fanden im frühen 19. Jahrhundert statt.

### Vorgängerbauten
Die ersten Spuren christlichen Lebens in Großlangheim stammen aus der Zeit um das Jahr 900. Damals war das Dorf bereits Sitz einer Pfarrei. Dies ist durch die Funktion des örtlichen Gotteshauses als frühchristliche Taufkirche zu erklären. Bereits damals war Fröhstockheim als Filiale nach „Lanchem“ eingepfarrt, was sich erst im Jahr 1330 änderte. Die Kirche in Großlangheim war den Heiligen Johannes Baptist, Maria und dem Drachentöter Georg geweiht. Diese Patrone unterstreichen den Taufkirchencharakter.
Nach der Ersterwähnung im 10. Jahrhundert wurde die Taufkirche erst im 11. Jahrhundert wieder genannt. Sie war als Eigenkirche den aufsteigenden Grafen zu Castell zugefallen, die später auch die Dorfherrschaft über Großlangheim innehatten. Die romanische Kirche war damals in die Burganlage integriert, deren Reste noch auf der sogenannten Schlossinsel im Südwesten des Ortes zu sehen sind.
Als erster Pfarrer wurde im Jahr 1224 Heinrich erwähnt. Der einzige weiter überlieferte Seelsorger im gleichen Jahrhundert war Albert im Jahr 1297. Neben den Gottesdiensten wurde die Kirche bis ins 15. Jahrhundert zusätzlich auch für kirchliche Sendgerichte genutzt, die unter dem Vorsitz des jeweiligen Würzburger Fürstbischofs stattfanden. 1399 gab es erstmals eine Früh- und Mittelmesse in der Kirche.

### Wechselnde Dorfherrschaften

Das Wappen Großlangheims zeigt den Kirchenpatron Jakobus Maior

Mit dem Jahr 1447 endete die Herrschaft der Casteller Grafen in Großlangheim. Fortan übernahm die Familie der Truchseß von Wetzhausen die Herrschaft über das inzwischen als Markt aufgestiegene Großlangheim. Mittlerweile war ein neues, repräsentativeres Gotteshaus im Nordosten des Dorfes entstanden, dessen Turm wohl um 1400 gebaut worden war. Im Jahr 1457 erschien die neue Kirche erstmals in den Quellen. Sie war dem älteren Jakobus geweiht worden, um die Lage des Ortes zwischen zwei Wallfahrtswegen zu unterstreichen.
Die Ausstattung des neuen Kirchengebäudes wurde unter der Herrschaft des Philipp Truchseß von Wetzhausen am Ende des 15. Jahrhunderts komplettiert. Neben der Beschäftigung vieler Handwerker aus der Umgebung schuf die Werkstatt des berühmten Würzburger Holzschnitzers Tilman Riemenschneider die Holzskulpturen im Kircheninneren. Grund hierfür war die entfernte Verwandtschaft des Dorfherren mit dem Förderer des Schnitzermeisters, dem Fürstbischof Lorenz von Bibra.
Im Jahr 1517 fiel Großlangheim an das Würzburger Hochstift, das die Herrschaft in den nächsten Jahrhunderte innehatte. Im Jahr 1525 wurde das Dorf im Deutschen Bauernkrieg von marodierenden Bauernhaufen geplündert. Die wertvollsten Ausstattungsgegenstände der Kirche konnten jedoch gerettet werden. Das Kirchengebäude wurde in Mitleidenschaft gezogen, was eine Erneuerung unumgänglich machte. Gottesdienste fanden allerdings weiterhin in der Kirche statt, was durch zwei Messestiftungen in den Jahren 1540 und 1570 belegt ist.

### Kirchenneubau
Erst zur Zeit der Gegenreformation am Ende des 16. Jahrhunderts begann man konkrete Pläne zur Neuerrichtung umzusetzen. Grund hierfür war unter anderem der Einsturz des Turmes im Jahr 1575. Treibende Kraft hinter dem Neubau war der neue Dorfherr und Fürstbischof Julius Echter von Mespelbrunn. Im Jahr 1596 wurde mit dem Umbau des Langhauses begonnen. Als Baumeister hatte man Adam Zwinger gewinnen können, der auch der ausführende Steinmetz der Dettelbacher Wallfahrtskirche war. Die Erweiterungen des Langhauses zogen sich bis ins Jahr 1601 hin. Dabei wurde der Turm um ein Geschoss aufgestockt. Heute noch erhaltene Steinmetzzeichen im neu errichteten Geschoss weisen Jobst Pfaff aus Iphofen als den ausführenden Meister aus. Nach dem Tod Bischof Julius Echters übernahm Johann Gottfried von Aschhausen das Amt. Auch er ließ an der Kirche in Großlangheim weiterbauen, 1616 wurde das Beinhaus im Kirchhof abgerissen, 1617 der Chor neu ausgeführt. Sein Nachfolger Philipp Adolf von Ehrenberg ergänzte 1623–1627 die Fresken im Inneren der Kirche.

### Kirchliche Neuordnung
Der Dreißigjährige Krieg verschonte Großlangheim und seine Kirche weitgehend. Im 18. Jahrhundert folgten einige Ergänzungen der Ausstattung, bevor die Säkularisation und Mediatisierung des Jahres 1803 die Herrschaft des Hochstifts Würzburg über das Dorf beendete und Großlangheim bayerische Landgemeinde wurde. Kirchlich übernahm das Dekanat Stadtschwarzach die Pfarrei Großlangheim, ab 1906 wurde sie Teil des Dekanats Kitzingen.
Kurz nach der umfassenden Neuordnung der staatlichen und kirchlichen Verhältnisse unternahm das Königreich Bayern Anstrengungen, die Großlangheimer Kirche erneut zu erweitern. Grund hierfür war ein Bevölkerungsanstieg, durch den das alte Gotteshaus nicht mehr allen Gemeindemitgliedern Platz bot. Die Pläne wurden allerdings erst in den Jahren 1821/1822 realisiert. Ausführender Architekt war Josef Herbig aus Dettelbach.
In den Jahren 1905/1906 und 1952 wurde die Kirche umfassend renoviert. Heute gehört sie neben den Kirchen in Fröhstockheim, Kleinlangheim, Mainbernheim, Rödelsee und Wiesenbronn zur Pfarreiengemeinschaft Großlangheim-Rödelsee. Das Bayerische Landesamt für Denkmalpflege ordnet das Kirchengebäude als Baudenkmal unter der Nummer D-6-75-131-16 ein.

## Architektur

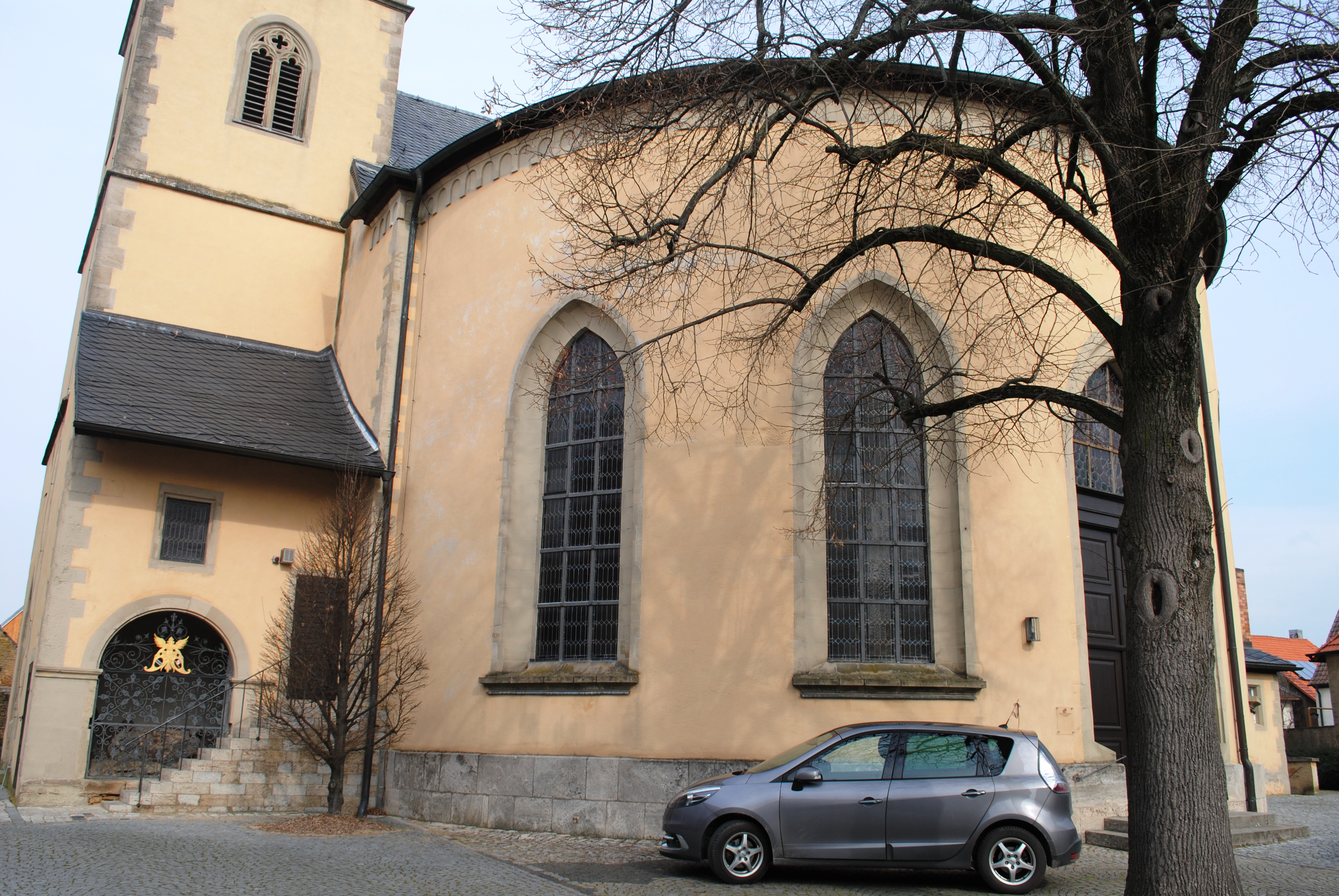
Die Anbauten im Süden der Kirche

Die Kirche, ursprünglich als spätgotischer Saalbau im 16. und 17. Jahrhundert errichtet, wurde im 19. Jahrhundert mit zwei halbrunden Anbauten versehen, die das Kirchengebäude breiter als lang erscheinen lassen. Es ist geostet, in einem Westturm befindet sich das Hauptportal.

### Langhaus
Die ursprüngliche Form des zweijochigen Langhauses mit Satteldach ist durch die barockisierenden Anbauten kaum noch erkennen. Die halbrunden exedrenartigen Erweiterungen sind mit Halbkuppeln abgeschlossen. Sie bestehen jeweils aus vier Fensterachsen, die sich um ein zentrales Seitenportal gruppieren. Alle Fenster sind spitzbogig. Auch die Portale weisen, mit Fenstern versehen, hohe Spitzbogen auf. Eierstableisten umlaufen die Traufe der Anbauten. Auf der Westseite blieben mehrere kleine Fenster des ursprünglichen Langhauses erhalten, die teilweise Schallluken aufweisen.
Das Langhaus wurde während der Umbauten im 19. Jahrhundert innen eingewölbt. Es besitzt ein gratiges Kreuzgewölbe, das allerdings nur das alte gotische Langhaus umspannt. Der Beginn der Anbauten ist innen an der Nord- und Südseite durch breite, rechteckige Säulen gekennzeichnet. Gegliedert sind die Erweiterungen durch ein schmales, umlaufendes Gesims.

### Chor
Der Chor der Kirche ist auf drei Seiten geschlossen. An der Nordseite wurde die alte Sakristei angebaut, im Süden kam später eine neue Sakristei hinzu. Im Chor befinden sich vier Fenster mit einem zentralen Rundfenster an der Ostseite, das von zwei spitzbogigen Fenstern eingerahmt wird. Beide sind zweibahnig und mit nachgotischem Maßwerk verziert, das dem an der Wallfahrtskirche in Dettelbach stark ähnelt. An der Südseite befindet sich das vierte, ebenfalls mit Maßwerk ausgestattete Chorfenster. Durch seine Dreibahnigkeit unterscheidet es sich von den anderen.
Innen überspannt den Chor ein Sterngewölbe. Ein runder Schlussstein ist der zentrale Punkt des Gewölbes. Von ihm gehen die zweifach gekehlten Rippen aus, die in glockenförmigen Renaissancekonsolen auslaufen. Ein umlaufender Eierstab schmückt den Chor zusätzlich. Er ist an den Kreuzungspunkten durchgesteckt und gekappt. Ein runder Chorbogen leitet zum Langhaus über. Auf der Nordseite befindet sich die Tür zur Sakristei mit einem geraden Sturz und Stabwerk. Oberhalb des Türsturzes ist das Wappen von Julius Echter angebracht.

### Turm
Der Westturm besteht aus vier Geschossen, das unterste enthält auf der Westseite das gotische Hauptportal mit einer profilierten Rahmung und einem Spitzbogen. Die einzelnen Geschosse sind durch umlaufende Gesimse außen zu erkennen. Das zweite Geschoss hat keine Fenster. Das dritte mit der Glockenstube hat zweibahnige spitzbogige Fenster mit spätgotischem Maßwerk und Schallluken.
Auf der Höhe des dritten Geschosses läuft das Langhaus aus. Darüber erhebt sich das vierte Geschoss des Turmes mit im Süden und Norden einbahnigen und im Osten und Westen zweibahnigen Rechteckfenstern. Unterhalb der Fenster befinden sich im Süden und Westen Turmuhren. Der Kirchturm ist mit einem typischen Spitzhelm der Echterzeit abgeschlossen und von einer goldenen Turmkugel und einem Windrichtungsgeber bekrönt. An der linken Seite des Turmes steht die von einem Pultdach bedeckte Ölberggruppe.

## Ausstattung

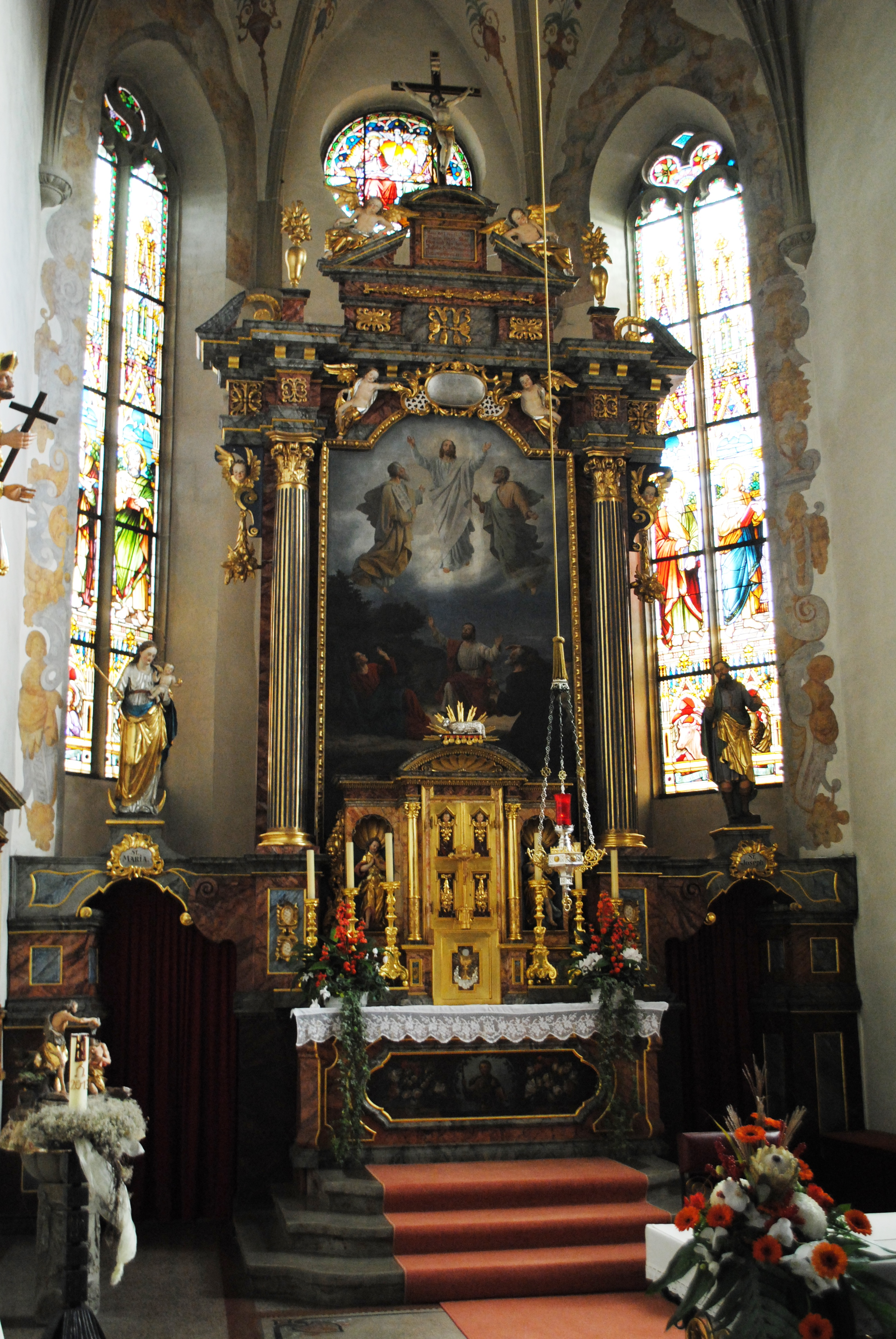
Der Hochaltar im Chor

Zu allen Zeiten wurde die Ausstattung der Jakobuskirche ergänzt. Insbesondere am Ende des 15. und zu Beginn des 16. Jahrhunderts kamen einige besonders wertvolle Stücke in die Kirche. Im 18. Jahrhundert folgten barocke Ausstattungsstücke. Bei den Umbauten im 19. Jahrhundert wurden fehlende und beschädigte Kunstwerke ergänzt, dabei erhielt die Kirche ihr überwiegendes klassizistisches Gepräge.

### Hochaltar
Der Hochaltar der Kirche füllt mit seinen Anbauten und Figuren die gesamte Ostwand des Chores aus. Ein Altar ist im Gotteshaus erstmals aus dem Jahr 1700 überliefert. In den folgenden Jahrhunderten wurde er ergänzt und umgearbeitet, sodass heute ein Stilgemisch besteht. Um 1756 kamen barocke Elemente hinzu, die von Johann Michael Babelitsch geschaffen wurden. 1820 tauschte man verloren gegangene mit klassizistischen Teilen aus. Im Jahr 1904 folgte das von Hans Sperlich gemalte Altarbild. Im gleichen Jahr vervollständigte Hans-Michael Driessler den Tabernakel.
Der Altar ist zweisäulig mit Durchgängen zu beiden Seiten des Tabernakels. Zwei Heiligenfiguren stellen links Maria mit dem Kind und rechts den heiligen Josef mit einer Lilie dar, Inschriftenmedaillons unter den Figuren enthalten die Namen. Josef wurde aus einer älteren Jakobusstatue umgearbeitet, die Lilie ersetzt den Pilgerstab des Heiligen.
Das zentrale klassizistische Altarblatt zeigt die Verklärung Christi. Neben Jesus erscheinen Mose und Elija den Aposteln Petrus, Jakobus und Johannes, wobei Jakobus, der Kirchenpatron, im Zentrum des Bildes kniet. Eingerahmt wird das Bild von den Altarsäulen, er ist mit Puttenköpfen und Blumengehängen aus Stuck verziert. Über dem Bild sind zwei Engel um ein unbeschriftetes Medaillon postiert.
Der Altarauszug besteht aus einem mehrfach gesprengten Giebel. Oberhalb der Säulenaufsätze sind Stuckvasen aus Gold aufgestellt. Darüber liegen zwei Engel auf dem Giebel und rahmen eine quadratische Inschrift ein. Ein barockes Kruzifix bekrönt den Altar. Es steht direkt vor dem bunten Rundfenster des Chores, von dem es beleuchtet wird. Der goldene Tabernakel wird von einem Agnus Dei bekrönt. Darunter erkennt man ein barockes Antependium mit dem heiligen Jakobus.

### Seitenaltäre
Fünf Seitenaltäre befinden sich links und rechts des Chorbogens und in den Rotunden. Ihre Aufbauten stammen größtenteils aus dem 19. Jahrhundert, einige Heiligenfiguren wurden bereits im 15. Jahrhundert geschaffen und sind der Riemenschneiderschule oder dem Meister selbst zuzurechnen.

#### Chorseitenaltäre

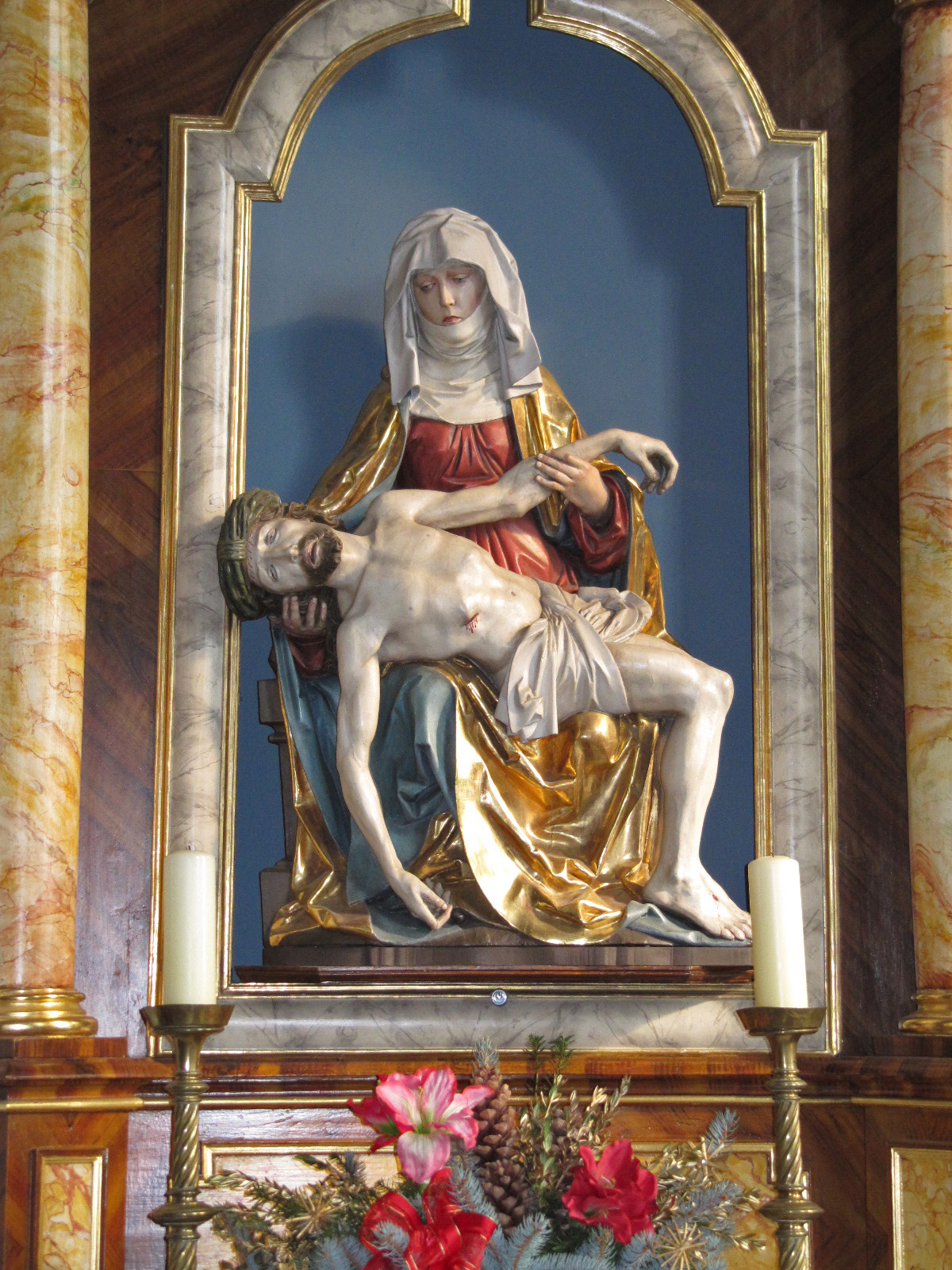
Das Schnitzwerk der Pietà am Vesperaltar

Die klassizistischen Chorseitenaltäre sind der heiligen Mutter Maria und dem heiligen Josef geweiht und wurden im Jahr 1821 geschaffen. Als verantwortlicher Meister ist Kaspar Fromm aus Wiesentheid überliefert. Beide Altäre haben einen ähnlichen Aufbau: Zwei pilasterähnliche Säulen umgeben statt eines Altarblattes eine Heiligenfigur. Ein unterbrochenes, ausladendes Gesims leitet zum Auszug über.
Abgeschlossen werden beide Altäre von einem golden umrankten Dreiecksgiebel und sind mit einem Kruzifix bekrönt. Seitlich umgeben jeweils zwei Vasen die Altäre. Zentral steht die heilige Maria als Himmelskönigin. Über ihr im Auszug schwebt die Taube des Heiligen Geistes. Rechts befindet sich Josef mit dem Kind und einer Lilie in der rechten Hand. Er wird vom Auge der Vorsehung überragt.

#### Vesperaltar
Im hinteren Bereich der südlichen Rotunde steht der von Schnitzwerk umgebene sogenannte Vesper- oder Pietà-Altar. Das Schnitzwerk wird in der Literatur häufig Tilman Riemenschneider persönlich zugeschrieben, stammt aber sicher aus seiner Werkstatt. Das Werk wurde in der Frühphase des Künstlers geschaffen und kam zwischen 1490 und 1500 in das Gotteshaus. Während der barocken Umgestaltung der Kirche wurde im 18. Jahrhundert um das Schnitzwerk ein Altar gebaut. Gleichzeitig wurde die Arbeit selbst farbig gefasst.
Der Altaraufbau wird von zwei Rundsäulen gebildet. Über der Pietà im Zentrum leitet ein Medaillon mit der Inschrift „O Schmerzhafte Mutter; bitt' für uns!“ zum Altarauszug über. Darüber befindet sich ein barockes Josefsbild. Maria ist auf einer Thronbank sitzend dargestellt. Sie hält den Leichnam Jesu auf ihrem Schoß. Ihr jugendliches Antlitz drückt tiefe Trauer aus. Maria hält den linken Arm des Sohnes in ihrer Hand, der rechte ist auf den Boden gesunken. Das Gesicht Jesu wird von ihrer anderen Hand gestützt. Die barocke Farbfassung gibt der Figurengruppe ein buntes Äußeres. Der Schleier Marias ist weiß gehalten, ihr Kleid rot. Der faltige Mantel, der die Figur umgibt, wurde golden gestaltet. Jesus trägt einen Lendenschurz, seine Wunden haben ein kräftiges Rot.

#### Kreuzaltar

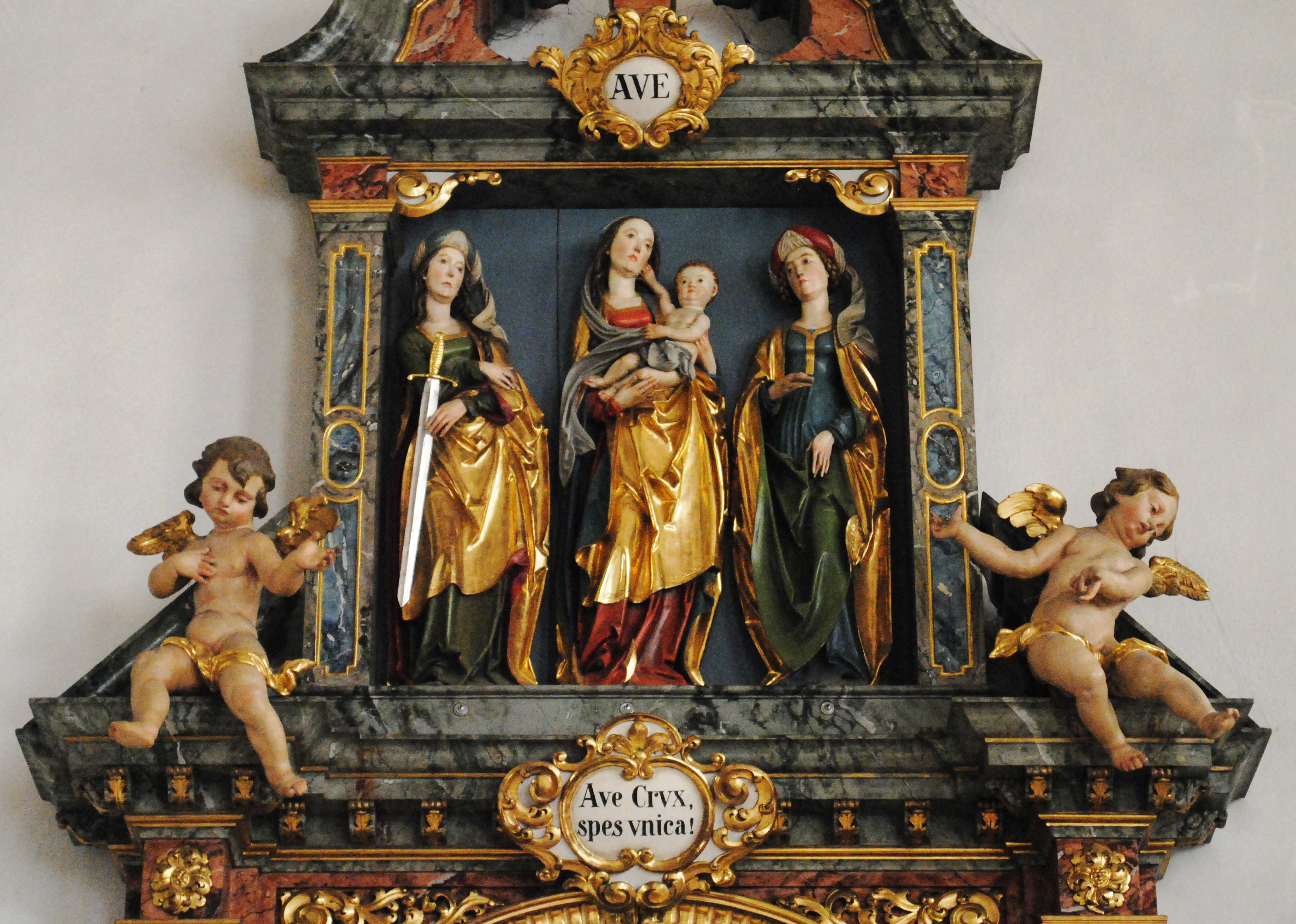
Die Heiligengruppe am Kreuzaltar

Der Kreuzaltar steht südlich des Chorbogens in der Rotunde. Er stammt aus dem Historismus und hat einen zweisäuligen, neobarocken Aufbau, der nach 1904 von Franz Wilhelm Driesler geschaffen wurde. Unterhalb der Säulen sind zwei goldene Trauben von golden gefasstem Rankwerk umgeben. Oberhalb des Altarzentrums, auf den Gesimsen der Säulen sitzend, rahmen zwei lobpreisende Putten den Altarauszug ein, der im Mittelpunkt eines gesprengten Giebels steht.
Den Auszug bekrönt ein ebenfalls gesprengter Rundgiebel. Den Abschluss des Altars bildet ein Strahlenkreuz mit den Initialen Jesu. Zwei Medaillons sind über Blatt und Auszug angebracht. Die Inschriften lauten oben „AVE“ und unten „Ave Crvx, spes vnica!“ (Sei gegrüßt Kreuz, du einzige Hoffnung!). Mittelpunkt und Namensgeber des Altars ist eine Kreuzigungsgruppe statt eines Altarblattes.
Zwei im 16. Jahrhundert geschaffene Figuren, Maria und Johannes, sind um das Kruzifix positioniert. Es ersetzt das verlorengegangene Original und wurde um 1900 geschaffen. Die Holzstatuen wurden im 19. Jahrhundert farbig gefasst, beide tragen goldene Mäntel, Johannes hat schwarze Locken, Maria trägt einen weißen Schleier. Jesus am Kreuz ist wesentlich feiner als die beiden Assistenzfiguren gestaltet.
Das wertvollste Element des Altars ist der Auszug. Es sind drei Reliefdarstellungen von Heiligen, die der Riemenschneiderschule zuzurechnen sind. Von links nach rechts sind die heilige Katharina mit einem Schwert, Maria mit dem Kind und die heilige Barbara dargestellt. Barbaras Attribut, der Kelch, ist verloren gegangen. Die Figuren sind polychrom gefasst; ob sie das ursprünglich auch waren, ist nicht bekannt.

#### Marienaltar
Der Marienaltar im hinteren Bereich der nördlichen Rotunde ähnelt in seiner Ausführung dem Vesperaltar. Er hat einen zweisäuligen Aufbau, der durch zwei Rundsäulen gebildet wird. Die Säulen laufen in einem rechteckigen Gesims aus. Zwischen ihnen trägt ein Medaillon die Inschrift: „Ich bin die Unbefleckte!“ Ein Auszug mit dem Bild eines unbekannten Heiligen, vielleicht des Evangelisten Johannes auf Patmos, bekrönt den Altar.
Das zentrale Altarblatt stammt aus dem Jahr 1682 und wurde vom Kitzinger Johann Paul Codomann geschaffen. Es zeigt ein Bild Marias; die Darstellung ist allerdings für die westliche Kirche eher untypisch. Maria trägt ein Kopftuch mit Kreuz und Stern, sie studiert auf einem hölzernen Thron die heilige Schrift und hält das Jesuskind im Arm. Jesus sitzt auf einem roten Quastenkissen, ein Distelfink entweicht seiner rechten Hand.

### Kanzel

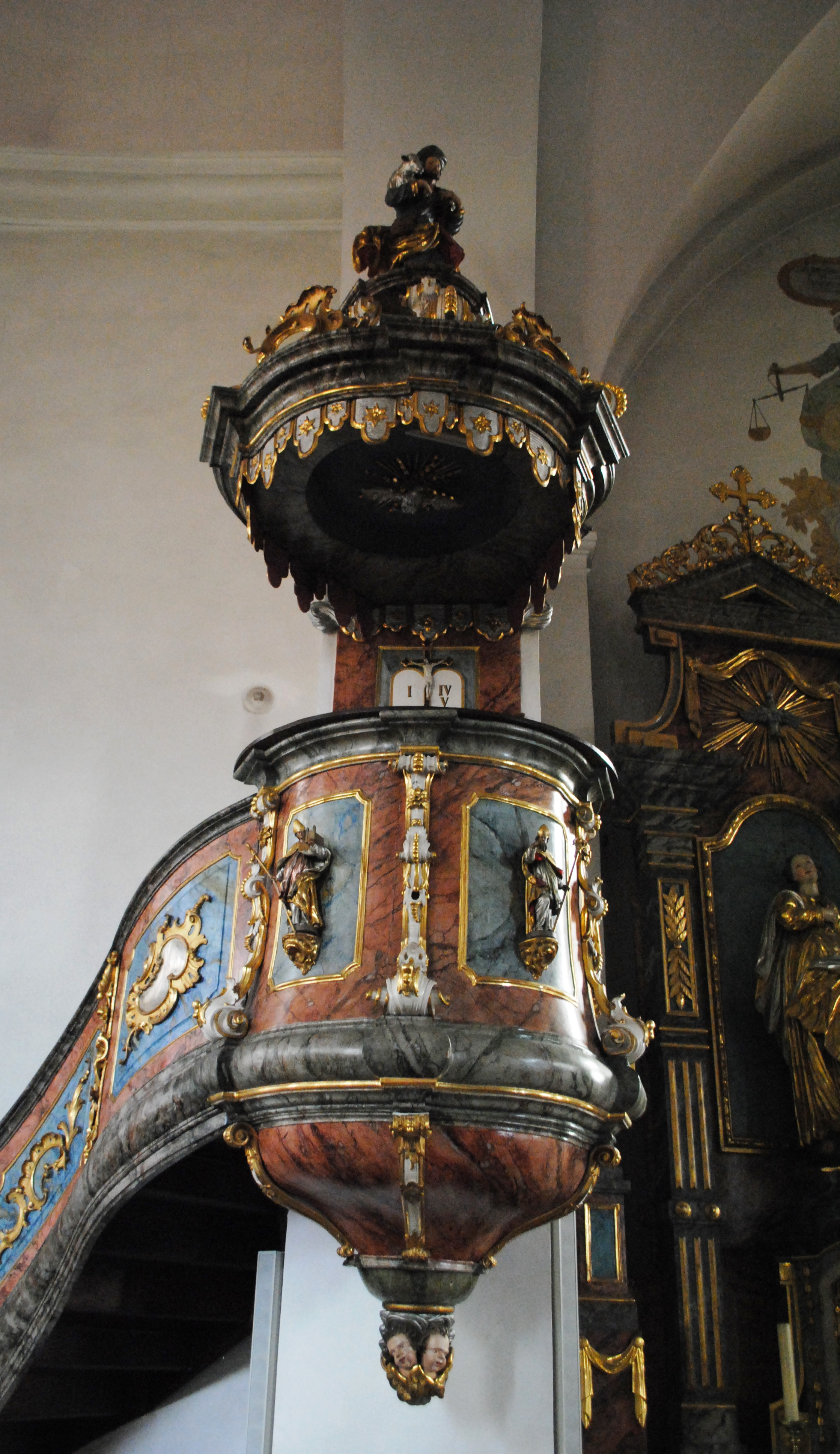
Der Kanzelkorpus in der nördlichen Rotunde

Die von Ignaz Spennkuch aus Kitzingen und Kaspar Fromm aus Wiesentheid gearbeitete Kanzel stammt aus dem Rokoko und wurde im Jahr 1762 in die Kirche gebracht.  Sie befindet sich am Übergang vom Langhaus in die nördliche Rotunde. Ein reich verziertes Gitter begrenzt den unteren Abschnitt des Aufgangs. Darüber beginnt ein aus Marmor gearbeitetes Geländer mit goldenen Stuckelementen. Der Kanzelkorb schließt unten mit einigen Puttenköpfen ab. Darüber befinden sich drei Heiligenfiguren. Dargestellt sind die Bischöfe St. Bruno (links), St. Kilian (Mitte) und möglicherweise der heilige Burkard, der erste Bischof von Würzburg (rechts). Alle Figuren entstammen Zunftstangen, die bei Prozessionen im Dorf vorangetragen wurden. Den Übergang zum Schalldeckel bilden die Gesetzestafeln der zehn Gebote. Der Schalldeckel selbst wird von einer Figur des Guten Hirten bekrönt, eine Taube hängt unten im Schalldeckel.

### Figuren der Riemenschneider-Schule
Zwei Figuren im Langhaus werden der Riemenschneider-Schule zugeordnet. Sie wurden im vorderen Bereich des Hauptschiffs aufgestellt. Beide stammen aus der ersten Hälfte des 16. Jahrhunderts. Links steht eine sogenannte Anna-selbdritt-Gruppe. Sie wurde bei Prozessionen durch das Dorf getragen, da die heilige Anna als Patroninnen der Mütter verehrt wurde. Rechts steht eine an einen Baum gefesselte Sebastiansfigur, die im Ersten Weltkrieg aus der Kirche gestohlen und im Jahr 1918 zurückgebracht wurde. Die zum Bildtypus gehörenden Pfeile sind seitdem verschwunden.
Die Heilige Anna mit der Kleidung des Spätmittelalters ist stehend dargestellt. Ein Schleier bekrönt die Figur. Der nackte lockige Jesusknabe sitzt auf ihrem rechten Arm und trägt die Weltkugel in seiner rechten Hand. Auf der linken Seite Annas erkennt man die stehende jugendliche Maria, Annas Arm berührt ihren Rücken.

### Wandmalereien
Wandmalereien verschiedener Epochen schmücken insbesondere den Chor und den Chorbogen. Erste Verzierungen wurden in den Jahren 1623–1627 ausgeführt, die Bemalungen gerieten allerdings im Laufe der Zeit in Vergessenheit und wurden erst bei der Restaurierung in den Jahren 1903/1904 wiederentdeckt. Dabei erhielten auch die Rotunden farbige Bemalungen, für die zwölf Apostel standen Großlangheimer Männer Modell. 1952 entfernte man diese Bilder allerdings wieder.
Die Fensterleibungen des Chores sind mit grauem und gelbem Rollwerk verziert. Im unteren Bereich gehen sie in Engel über. Am Schlussstein des Chorgewölbes befinden sich geflügelte Engelsköpfe auf Wolken. Die floralen Motive wurden im Jahr 1904 ergänzt. Die vier Evangelisten sind in den Chorgewölbefeldern mit ihren Attributen dargestellt. Am Chorbogen sind Wappen der Fürstbischöfe Julius Echter (Mitte), Johann von Aschhausen (links) und Philipp Adolf von Ehrenberg (rechts) angebracht. Sie werden von zwei Tugendallegorien eingerahmt. Die linke Personifikation mit Schwert und Waage stellt die Gerechtigkeit dar, die Bedeutung der rechten, die eine von einer Schlange umwundene Lanze hält, ist umstritten.

### Glasmalereien
Die Fenstermalereien entstammen allesamt der Umgestaltung im 19. Jahrhundert. Im 20. Jahrhundert wurde eine Entfernung der als überladen empfundenen Fenster diskutiert, die Befürworter dieser Idee konnten sich jedoch nicht durchsetzen. In den zwei Chorfenstern erkennt man die vier Evangelisten mit ihren Attributen. Sie sind in bunten Farben gemalt, Wimperge mit neugotischem Maßwerk sind über ihren Köpfen und über den Evangelistensymbolen dargestellt.
Das zentrale Rundfenster des Chores weist dagegen die Heiligste Dreifaltigkeit auf. Im südlichen Chorfenster wurde der heilige Franziskus dargestellt. Er empfängt seine Stigmatisation durch die Erscheinung des gekreuzigten Christus, der in Anspielung auf die Legende, dass der heilige Franz von Assisi seine Stigmata durch einen Seraph empfing, mit sechs Flügeln ausgestattet ist. Auch die Rotunden weisen ein Bildprogramm auf. Im Süden wurde eine Herz-Jesu-Darstellung eingefügt. Außerdem ist der heilige Kilian zu erkennen. Im Norden sieht man ein Herz-Mariä. Daneben ist die seltene Darstellung der heiligen Monika zu finden. Die Fenster der Seitenportale sind mit den Heiligen drei Königen und der Heiligen Familie verziert.

### Orgel und Empore

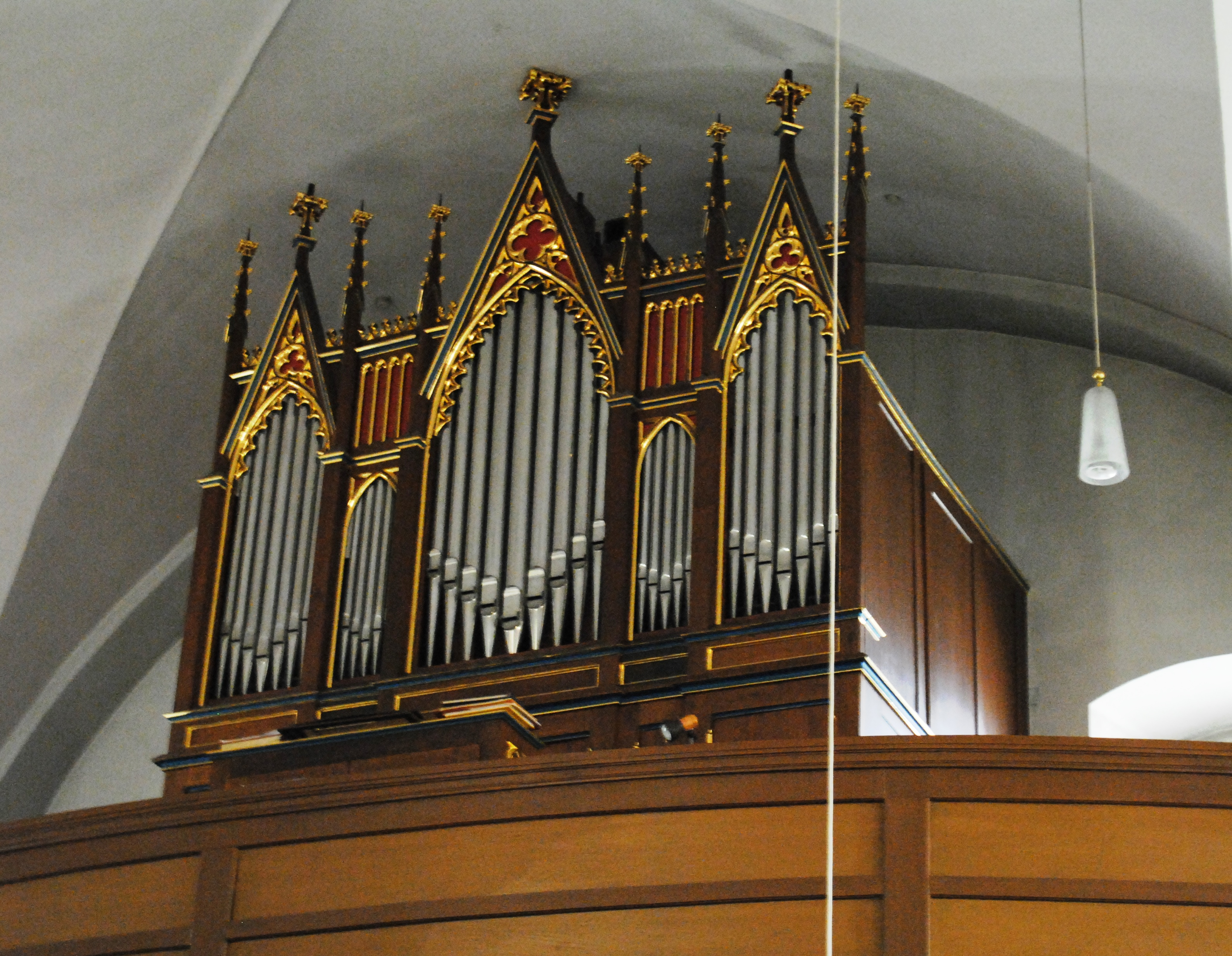
Die Orgel der Kirche

Die schlichte hölzerne Empore im Westen der Kirche kann durch eine Außentreppe betreten werden und beherbergt die Kirchenorgel. Das Instrument stammt ursprünglich aus der Kirche in Wenigumstadt und wurde im Jahr 1903 von Martin Joseph Schlimbach gefertigt. Nach einer umfassenden Erneuerung durch die Firma Orgelbau Vleugels in den Jahren 1990/1991 wurde sie, nun mit 17 Registern ausgestattet, nach Großlangheim gebracht. Vorgänger war eine Orgel des Jahres 1904, die ebenfalls Schlimbach geschaffen hatte.

### Glocken
Insgesamt vier Glocken befinden sich im Glockenstuhl der St.-Jakobus-Kirche.
Die zwei ältesten Glocken sind aus dem 17., die zwei neueren aus dem 20. Jahrhundert.
| Nummer | Name          | Gießer       | Gussjahr | Schlagton | Gewicht | Durchmesser | Inschrift                                                |
| ------ | ------------- | ------------ | -------- | --------- | ------- | ----------- | -------------------------------------------------------- |
| 1      | Marienglocke  | Wandergießer | 1626     | e‘        | 950 kg  | 114 cm      | SEMEN MVLIERIS CONTERET CAPVT SERPENTIS ANNO DOMINI 1626 |
| 2      | Jakobusglocke | F. Schilling | 1959     | g‘        | 600 kg  | 98 cm       | S. Jakobe, adauge fidem tuorum                           |
| 3      | Urbanusglocke | F. Schilling | 1959     | a‘        | 440 kg  | 87 cm       | S. Urbane, protege vineam, vitem et vitum tuorum         |
| 4      | Sterbeglocke  | Wandergießer | 1626     | c‘‘       | 250 kg  | 74 cm       |                                                          |

### Läuteordnung
Die Glocken werden folgendermaßen geläutet:
| Anlass                              | Glocken          | Anmerkung                                                            |
| ----------------------------------- | ---------------- | -------------------------------------------------------------------- |
| Angelus 6 und 12 Uhr                | 1 in drei Pulsen | jeweils 40 Sekunden                                                  |
| Angelus 11 Uhr                      | 3                | 3 min                                                                |
| Gottesdienst 15 min                 | 1                |                                                                      |
| Vorläuten Gottesdienst 30 min       | 1                |                                                                      |
| Zusammenläuten Gottesdienst         | 1, 2, 3, 4       | 5 min vorher                                                         |
| Einläuten Sonntag 17 Uhr            | 1, 2, 3, 4       | 5 min Dauer                                                          |
| Sterbestunde Christi Freitag 15 Uhr | 1                | 3 min                                                                |
| Angelus 18 Uhr                      | 1 -, 4           | 1 in drei Pulsen jeweils 40 Sekunden. Danach Glocke 4 für 2 Minuten. |

### Weitere Ausstattung
Der Taufstein im Chorraum kam im Jahr 1700 in das Gotteshaus, was durch eine Inschrift in seinem Balusterfuß vermerkt ist. Des Weiteren ist dort zu lesen: „Die Stimme des Herrn gehet über die Wasser (Psalm 28)“. Als Relief erkennt man auf dem Stein das Schweißtuch der Veronika mit dem Antlitz Jesu, darunter wurde ein Putto angebracht. Der Deckel des Steins wurde 1905/1906 mit einer hölzernen Figurengruppe der Taufe Jesu verziert.
Hinter dem Stein, an der Nordwand des Chores, hängt das Bild eines Osteraltars oder eines Epitaphs aus Holz. Es wurde im Jahr 1540 gestiftet. 1626 erneuerte eine Familie Eissner das Schnitzwerk und ließ sich in der Predella kniend vor dem Kruzifix abbilden. Zentral erhebt sich Jesus mit einem Banner aus dem Grab, er wird von zwei Rundsäulen eingerahmt. Eine Inschrift als Auszug lautet: „Ich bin die Auferstehung und das Leben.“
Zwei Wallfahrtsbilder befinden sich im Kircheninnern. Das eine entstand im Jahr 1852 und wird bei der Pilgerfahrt nach Gößweinstein in der Fränkischen Schweiz vorangetragen. Es zeigt die Krönung Mariens durch die Heilige Dreifaltigkeit. Das zweite Bild entstammt einer heute nicht mehr existenten Vierzehnheiligen-Wallfahrt der Großlangheimer. Die Vierzehn Nothelfer gruppieren sich um das Jesuskind. Die Rückseite trägt eine Mariendarstellung.
Eine barocke Statue des Johannes von Nepomuk steht auf der Nordseite des Chores und zwischen Kreuzaltar und Josefaltar die Heilige Helena mit dem Kreuz Christi. Des Weiteren ist die Kirche mit Statuen des heiligen Antonius von Padua, einer weiteren Jakobusfigur und einer Wendlinusstatue ausgestattet. Die Bedeutung des Weines im Ort wird durch die Urbanfigur unterstrichen.
Im Westen des Langhauses, unterhalb der Empore, befindet sich eine Rosenkranzmadonna des Barock. Sie wurde im 17. Jahrhundert für die Abteikirche in Münsterschwarzach geschaffen und kam im 19. Jahrhundert nach der Auflösung des Klosters nach Großlangheim. Ein anderes Bild zeigt die Anbetung der Könige und ist mit „Hachner pinxit Wirceburgi 1756“ (Hachner malte es in Würzburg 1756) signiert. Es war ursprünglich das Blatt eines barocken Seitenaltars.
Die Ausstattung der Jakobskirche ist mit den holzgerahmten 14 Kreuzwegstationen aus dem späten 19. Jahrhundert in den Rotunden abgeschlossen. Unter der dreizehnten Station erinnert eine Gedenktafel an die Gefallenen des Zweiten Weltkriegs. Das Kirchengestühl aus Holz ist relativ schlicht gehalten, lediglich die Wangen sind mit Weinblättern verziert. Die Weihwasserbecken von Erwin Seitzer rechts und links des Haupteingangs kamen 1962 in die Kirche. Sie sind mit Reliefs versehen, die je eine Szene aus dem Alten und dem Neuen Testament zeigen: Moses schlägt Wasser aus dem Felsen und Johannes tauft Jesus im Jordan.

## Umgebung
Die Umgebung der Kirche ist durch weitere kirchliche Denkmäler geprägt. Die spätgotische Ölberggruppe aus Sandstein auf der Südseite des Turms in einem kleinen Anbau wurde während der Erneuerung unter der Herrschaft Julius Echter von Mespelbrunn im 16. Jahrhundert geschaffen. Ein kunstvolles Gitter mit dem Wappen des Fürstbischofs trennt die Figurengruppe vom Kirchplatz.
Weiter südlich, auf dem Kirchplatz, befindet sich der älteste Bildstock der Gemeinde Großlangheim. Er stammt aus dem Jahr 1501 und zeigt vorne die Kreuzigung Christi. Drei Engel fangen das Blut des Gekreuzigten auf, Maria und Johannes beweinen den Toten. Auf der Rückseite ist Christus als Leidensmann, umgeben von den Marterwerkzeugen, dargestellt. Die Seitenelemente zeigen den heiligen Antonius Abbas und den Patron Jakobus den Älteren.
An der Nordseite der Kirche steht Lapidarium, eine Schutzhalle, die einige der wertvollsten Bildstöcke der Gemeinde schützt, deren Kopien im Dorf und seiner Umgebung zu finden sind. Nahe der neuen Sakristei steht eine Kreuzigungsgruppe des 18. Jahrhunderts. Zwei Figuren, Maria und Johannes, wurden im Jahr 1909 durch den Steinmetz Sonnleitner ergänzt, die beiden anderen stammen aus dem Rokoko.